# ロールス・ロイス ケストレル

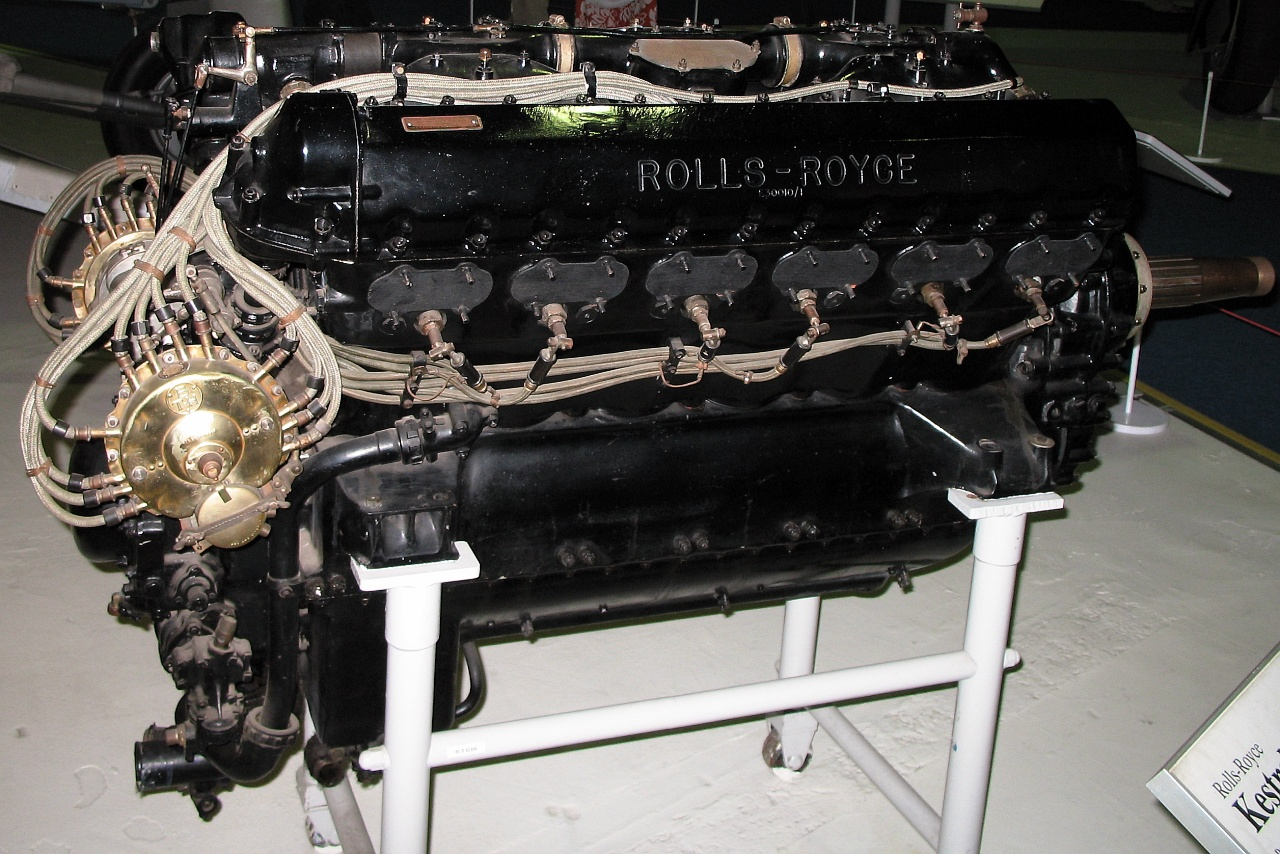
ケストレルIB（イギリス空軍博物館）

ケストレル（英語:Kestrel ）は、ロールス・ロイスが初めて鋳造でエンジンブロックを開発した 700馬力の航空機エンジンであり、同社の後の方向性を決めた。

## 概要
ケストレルはカーチス D-12を置き換えるものとして開発された。ロールス・ロイスの航空機用エンジンとして初めて鋳造のエンジンブロックを使用した。初期の設計ではクランクケースにシリンダーをねじ込む設計だったが、アルミニウム製の1体の塊からシリンダーを機械加工で作る方法にした。それは単純で組み立てやすく軽量であり、新しい機械加工だけが短所だった。
ケストレルが蒸発冷却を使用していたことは優位だった。水の沸点は通常の気圧では摂氏100度だが、高度が上がると沸点が下がる。ケストレルは加圧装置を搭載して沸点を摂氏150度に保った。

## 歴史
カーチスD-12は同時期のエンジンとしては強力であり、記録を更新した。ロールス・ロイスは生産を始めたばかりなので、英国企業以外は入手できなかった。
1927年に初めて生産されたエンジンは450馬力だった。まもなく改良されたIB型は525馬力になった。やがて徐々に改良されて1935年にXVI型では745馬力に達した。
1935年にメッサーシュミット Bf109の試作機に搭載され、試験飛行に供された。
1930年代末にはオクタン価の高い航空燃料が入手できるようになり、ノッキングから解放された。
1940年にはXXX型が1,050馬力を発揮した。

## 主要諸元（ケストレル V）
型式：液冷V型12気筒
- 内径×行程：127 mm(5 in)×140 mm(5.5 in)
- 排気量：21.2リットル (1,296 in³)
- 乾燥重量：433 kg
- 全長：1,838 mm
- 全幅：620 mm
- 全高：889 mm
- 馬力：695 hp/2,900 rpm

## 搭載機
イギリス
- ブラックバーン シドニー
- ハンドレー ページ ヘイフォード
- ホーカー オーダックス
- ホーカー デモン
- ホーカー フューリー
- ホーカー ハーディ
- ホーカー ハート
- ホーカー ハインド
- ホーカー ニムロッド
- ホーカー オスプレイ
- マイルズ マスター MK I
- Short Singapore

その他の国
- オランダ :　フォッカー D XVIII
- ドイツ :　メッサーシュミット Bf 109 試作機
- ドイツ :　ハインケル He 112 試作機
- ドイツ :　ユンカース Ju87 試作機
- ベルギー :　レナール R-31